# Sân bay quốc tế Samaná El Catey
Sân bay quốc tế Samaná El Catey (IATA: AZS, ICAO: MDCY), (tiếng Tây Ban Nha: Aeropuerto Internacional Presidente Juan Bosch (AISA)), là một sân bay quốc tế mới khai trương ngày 6 tháng 11 năm 2006, phục vụ tỉnh Samaná ở Cộng hòa Dominicana.
Sân bay nằm gần làng El Catey, 8 km về phía tây của Sánchez, dưới chân núi trên bán đảo Cape Samana. Đi xe hơi theo đường bộ mất 30 phút đến Las Terrenas, 40 phút đến tỉnh lỵ Santa Barbara de Samaná, và cách Las Galeras 1 tiếng đi xe hơi.
Đường băng kích thước 3000 m x 45 m, nhà ga có thể đón cùng lúc 4 chiếc Boeing 747, lưu lượng khách theo thiết kế là 600 lượt mỗi tiếng.

## Các hãng hàng không và các tuyến bay
- Air Comet (Madrid)
- Air Dominicana (Miami [thuê bao])
- Air Transat (Montreal, La Romana)
- American Airlines
  - American Eagle do Executive Air đảm trách (San Juan) [ngưng ngày 31 tháng 8]
- Blue Panorama Airlines (Milan-Malpensa)
- CanJet (Montreal, Toronto-Pearson)
- Caribair (Santo Domingo, Santiago, Samana-Arroyo Barril, San Pedro [bắt đầu tháng 12 năm 2008])
- Condor Airlines (Frankfurt, Puerto Plata)
- Corsairfly (Paris-Orly, Punta Cana)
- ExpressJet Airlines (Miami) [seasonal]
- First Choice Airways (London-Gatwick)
- LTU International (Düsseldorf, Puerto Plata, Montego Bay)
- Thomas Cook Airlines (London-Gatwick, Manchester (UK))  ghi chú: Thomas Cook sẽ cung cấp dịch vụ trên tuyến này nhưng do MyTravel Airways đảm trách
- Neos (Milan-Malpensa)
- SATA International (Lisbon)
- Skyservice (Montreal, Ottawa, Toronto-Pearson, La Romana)
- Sunwing Airlines (Montreal, Quebec City, Toronto-Pearson)
- XL Airways France (Paris-Charles De Gaulle)
- Zoom Airlines (Ottawa)